# تشاد غرينواي
تشاد غرينواي (بالإنجليزية: Chad Greenway)‏ هو لاعب كرة قدم أمريكية أمريكي، ولد في 12 يناير 1983 في ماونت فيرنون في الولايات المتحدة.

## وصلات خارجية
- تشاد غرينواي على موقع إي إس بي إن.كوم (أن.أف.أل)3
- تشاد غرينواي على موقع مرجع كرة القدم المحترفة.كوم (الإنجليزية)
- تشاد غرينواي على موقع كلية كرة القدم في سبورتس رفرنس.كوم (الإنجليزية)